# 1773 en France
Chronologie de la France
- 1769
- 1770
- 1771
- 1772
- 1773
- 1774
- 1775
- 1776
- 1777

Cette page concerne l’année 1773 du calendrier grégorien.

## Événements
- 24 février : arrêt du conseil réorganisant le recouvrement de la capitation bourgeoise de Paris. Les loyers sont recensés par l’intendant Bertier et l’imposition est calculée de manière proportionnelle ; le rendement de l’impôt passe de 850 000 livres à 1 400 000 livres[1].

- 7 avril ou 24 mai, Paris : les loges maçonniques françaises sont réorganisées au sein du Grand Orient de France dans un vaste système relationnel hiérarchisé par les affiliations[2]. Au nombre de 200 en 1773, elles passent à 300 en 1778, plus de 600 en 1789 avec 40 000 adeptes estimés.

- 9 mai : émeutes de la faim à Bordeaux[3].

- Septembre : le cardinal de Bernis est chargé de faire pressentir à Rome s’il serait possible de faire annuler le mariage de mademoiselle de Vaubernier avec le comte Guillaume Dubarry, sans succès[4]. Le projet de mariage entre Louis XV et Madame du Barry échoue.

- 6 octobre : naissance au Palais-Royal du duc de Chartres, futur Louis-Philippe Ier, fils du duc d’Orléans et de Louise-Henriette de Bourbon[5].

- 7 novembre : mort de Anne-Charlotte de Lorraine. Marie-Christine de Saxe, sœur de la Dauphine Marie-Josèphe, tante du futur Louis XVI, princesse allemande mais apparentée à la Maison royale de France, d’abord coadjutrice de l’abbaye de Remiremont, en est élue abbesse à l’unanimité[6].